# Andrássy Jenő
Kászoni és jakabfalvai Andrássy Jenő (Marosújvár, 1852 – Nagykálló, 1889. március 20.) középiskolai tanár.

## Élete
Atyja sóellenőr volt Marosportuson; a főgimnáziumot Nagyszebenben végezte; tanári képesítést nyert 1876-ban és a pozsonyi királyi főgimnáziumban a magyar és német nyelv tanára volt; később a nagykállói főreáliskola tanára lett. Cikkeit közölte a Fővárosi Lapok (1881), az Ország-Világ (1882-83), a Szabolcsi Szabad Sajtó és az István bácsi Naptára (1885). Két értekezése a pozsonyi királyi gimnázium kiadványában jelent meg 1877. és 1880-ban.

## Munkái
- Remek költemények Iskolai és magán használatra összegyűjté. Pozsony, 1879. (Ifjuság Könyvesháza 10–12.)
- Német olvasó-könyv. A középiskolák VII. és VIII. oszt. számára. Pozsony, 1882. (Ism. Egy. Philol. Közlöny 1882.)
- Kazinczy Ferenc. Pozsony, 1883. (Magyar Helikon - Jeles férfiak életrajzai sorozat)
- Kisfaludy Károly. Pozsony, 1883. (Magyar Helikon - Jeles férfiak életrajzai sorozat)